# Nattawat Jirochtikul
Nattawat Jirochtikul (ณัฐวรรธน์ จิโรชน์ธิกุล; nascido em 18 de outubro de 2004), conhecido pelo apelido de Fourth (โฟร์ท) é um ator tailandês da GMMTV. Ele começou sua carreira quando ingressou e venceu o concurso de reality show da rede Thailand School Star 2019. Em 2021, ele fez sua estreia como ator como Glakao na adaptação tailandesa de Boys Over Flowers, F4 Thailand: Boys Over Flowers. Fourth é conhecido por seu papel principal como Gun in My School President (2022).

## Juventude e educação
Nattawat nasceu em Banguecoque, Tailândia, em 18 de outubro de 2004. Ele foi apelidado de Fourth porque nasceu no aniversário de 200 anos do rei Rama IV. Ele se formou no Saint Gabriel's College fazendo o teste de equivalência à décima segunda série. Atualmente ele está estudando Direito na Universidade de Chulalongkorn.

## Carreira
Aos quinze anos, Fourth juntou-se ao concurso de reality show da GMMTV, Thailand School Star 2019. Ele e Earn Preeyaphat Lorsuwansiri foram escolhidos como vencedores, ambos assinando contrato de exclusividade com a GMMTV.
Em 2021, Fourth fez sua estreia na televisão no papel de Glakao Jundee, o irmão mais novo de Gorya interpretada por Tontawan Tantivejakul na adaptação tailandesa de Boys Over Flowers, F4 Thailand: Boys Over Flowers. Ele também fez uma aparição como aluno do primeiro ano do ensino médio em Bad Buddy (2021).
Em dezembro de 2022, Fourth estrelou seu primeiro papel principal; ele interpretou Gun, um líder de clube de música de uma escola secundária, na série BL My School President, Gun é o interesse amoroso do presidente do corpo estudantil, Tinn, interpretado por Gemini Norawit. No início de 2023, enquanto My School President ainda estava em andamento, também estava Moonlight Chicken, onde Fourth interpretou Li Ming, o sobrinho de Tio Jim (Earth Pirapat) e o interesse amoroso de Heart (também interpretado por Gemini Norawit). A popularidade explosiva de My School President impulsionou Fourth a uma fama significativa e levou a uma série de fanmeetings entre o elenco do programa e fãs em todos os países asiáticos. Em meados de 2023, Fourth reprisou seu papel como Gun em dois episódios da série antológica Our Skyy 2.
Fourth e Gemini rapidamente se tornaram populares como "GeminiFourth", um dos chamados "casais estabelecidos" da GMMTV, ou atores que frequentemente aparecem juntos em séries românticas e, adicionalmente, participam de shows, fanmeetings, eventos promocionais e entrevistas juntos. Em junho de 2023, Fourth e Gemini participaram do concerto coletivo Love Out Loud Fan Fest 2023: Lovolution ao lado de outros artistas do GMMTV. Em agosto, eles foram a atração principal de seu primeiro show juntos, Gemini Fourth My Turn Concert. Devido ao grande interesse em ingressos para shows, uma segunda data foi adicionada, totalizando o evento em dois dias.
Em 2023, Fourth deveria aparecer ao lado de Gemini na série Girls' love 23.5, mas em julho foi anunciado que eles se retiraram dos papéis por motivos pessoais. Em outubro, durante a coletiva de imprensa GMMTV2024 Part 1, foi anunciado que Fourth e Gemini estrelarão papéis principais no programa de 2024 My Love Mix-Up! เขียนรักด้วยยางลบi, um remake de uma série japonesa.
Em 24 de outubro de 2023, Fourth se apresentou no The Filipino Festival, um evento cultural realizado em Manila junto com vários concursos de beleza.
Fourth também se aventurou no empreendedorismo com sua própria linha de roupas, Numone.

## Vida pessoal
Em 19 de abril de 2025, seu pai, "Plodpai" Jutinat Jirochtikul, faleceu. Fourth foi temporariamente ordenado como monge budista, por meio da prática conhecida como buat na fai (บวชหน้าไฟ), como uma forma de fazer mérito por seu pai, no dia da cerimônia de cremação de seu pai em Wat Makut Kasattriyaram.

## Discografia

### Singles
| Título                                                                                 | Ano  | Álbum                   | Notas                                                                 |
| -------------------------------------------------------------------------------------- | ---- | ----------------------- | --------------------------------------------------------------------- |
| "อยากร้องดังดัง" (Cover) (Original de Palmy) (com Ford Arun)                              | 2022 | My School President OST | Apresentado no Ep 1                                                   |
| "น้ำลาย" (Cover) (Original ed Silly Fools) (com Ford Arun)                              | 2022 | My School President OST | Apresentado no Ep 1                                                   |
| "ข้างกัน (City)" (Cover) (Original de th) (com Gemini Norawit)                           | 2022 | My School President OST | Apresentado no Ep 2                                                   |
| "ไหล่เธอ (You’ve Got Ma Back)" (com Ford, Satang e Winny)                               | 2022 | My School President OST | Intro song (Ep 1-6) Apresentado no Ep 4                               |
| "ฟัง" (Cover) (Original de SIN feat. โอม Cocktail) (com Ford, Satang e Winny, feat. th) | 2023 | My School President OST | Apresentado no Ep 5                                                   |
| "เพื่อนเล่นไม่เล่นเพื่อน (Just Being Friendly)" (Cover) (Original de Tilly Birds)             | 2023 | My School President OST | Outro Song (Ep 6) (com Ford e Satang) Featured on Ep 8 (Solo Version) |
| "ง้อว (Smile Please)" (com Gemini, Ford, Satang, Winny, Mark, Captain e Prom)           | 2023 | My School President OST | Intro song (Ep 7-9) Apresentado no Ep 7                               |
| "พูดได้ไหม (Let Me Tell You)"                                                            | 2023 | My School President OST | Apresentado no Ep 10                                                  |
| "รักษา (Healing)" (com Gemini, Ford, Satang)                                            | 2023 | My School President OST | Apresentado no Ep 11                                                  |
| "ก้อนหินกับดวงดาว (Rock & Star)"                                                          | 2023 | My School President OST | Intro song (Ep 10-12) Apresentado no Ep 12                            |
| "แค่ครั้งเดียว (Once Upon a Time)" (com Gemini, Ford, Satang)                              | 2023 | My School President OST | Outro song (Ep 10-12) Apresentado no Ep 12                            |
| "เขินให้หน่อย (You're Blushing?)" (com Gemini Norawit)                                    | 2023 |                         |                                                                       |
| "รักคู่ขนาน (Multi-Love)" (com Gemini, Winny, Satang, Mark, Ford)                         | 2023 | Our Skyy 2 OST          | Apresentado no Ep 10                                                  |
| "อยู่เฉย ๆ ก็น่ารัก (Please Be Mine)"                                                       |      |                         |                                                                       |
| "กอด กอด (Hugs)" (com Off, Gun, Tay, New, Pond, Phuwin, Gemini, Perth, Chimon)         |      |                         |                                                                       |

## Filmografia

### Cinema
| Ano  | Título                        | Personagem | Notas                 |
| ---- | ----------------------------- | ---------- | --------------------- |
| 2023 | อวสานเนตรนารี Nednari          | Tae        | Papel principal       |
| 2025 | Elio                          |            | Dublagem em tailandês |
| 2025 | กฤษดาพาราไดซ์ Kijsada Paradise |            | Papel principal       |

### Séries de televisão
| Ano  | Título                             | Personagem | Notas                        | Canal  |
| ---- | ---------------------------------- | ---------- | ---------------------------- | ------ |
| 2021 | F4 Thailand: Boys Over Flowers     | Glakao     | Papel recorrente             | GMM 25 |
| 2021 | Bad Buddy: EP: 10                  | Estudante  | Papel convidado              | GMM 25 |
| 2022 | My School President                | Gun        | Papel principal              | GMM 25 |
| 2023 | Midnight Series: Moonlight Chicken | Li Ming    | Papel recorrente             | GMM 25 |
| 2023 | Our Skyy 2                         | Gun        | Ep 9-10, My School President | GMM 25 |
| 2024 | My Love Mix-Up!                    | Atom       | Papel principal              | GMM 25 |
| TBA  | Scarlet Heart                      |            | Papel principal              | GMM 25 |
| TBA  | Ticket to Heaven                   | Tanrak     | Papel principal              | GMM 25 |

### Programas de televisão
| Ano  | Título                    | Rede         | Notas              |
| ---- | ------------------------- | ------------ | ------------------ |
| 2019 | Thailand School Star 2019 | GMMTV        |                    |
| 2022 | Sound Check               | One31        | Ep 193             |
| 2023 | The Wall Song             | Workpoint TV | Ep 139             |
| 2023 | คุณพระช่วย Khun Pra Chuay   | Workpoint TV | 14 de maio de 2023 |

## Prêmios e indicações
| Ano  | Associações                | Categoria                     | Nomeações           | Resultado |
| ---- | -------------------------- | ----------------------------- | ------------------- | --------- |
| 2023 | Golden Kinnaree Awards     | Artistas de casais populares  | My School President | Venceu    |
| 2023 | KAZZ Awards 2023           | Prêmio Artista Mais Quente    |                     | Venceu    |
| 2023 | FEED Y Capital Awards 2023 | Y Casal do Ano                |                     | Venceu    |
| 2023 | HOWE Awards 2023           | As 50 Pessoas Influentes 2023 |                     | Venceu    |
| 2023 | Y Universe Awards          | O Melhor Papel Principal      | My School President | Venceu    |
| 2023 | GQ Men of the Year 2023    | Atores inovadores             |                     | Venceu    |
| 2024 | 33rd Seoul Music Awards    | Melhor Artista Tailandês      |                     | Venceu    |